# 샬럿 호프
샬럿 호프(Charlotte Hope, 1988년 10월 15일 ~ )는 잉글랜드의 배우이다.

## 출연 작품

### 영화
- 레 미제라블 (2012)
- 인비저블 우먼 (2013)
- 사랑에 대한 모든 것 (2014) - 필리파 호킹 역
- 얼라이드 (2016) - 루이즈 역
- 더 넌 (2018) - 빅토리아 수녀 역

### 텔레비전
- 왕좌의 게임 (2013-16) - 미란다 역
- 스패니쉬 프린세스 (2019-20) - 카탈리나 다라곤 왕녀 역